# Печовник
Печовник (словен. Pečovnik) — поселення в общині Целє, Савинський регіон, Словенія. 
Висота над рівнем моря: 384,9 м.